# Nossa Senhora de Šiluva
Nossa Senhora de Šiluva, também conhecida como Nossa Senhora dos Pinhais, é um dos títulos com que a Virgem Maria é invocada em Šiluva, Lituânia, desde suas aparições no ano de 1608. Um santuário com o mesmo nome foi construído e é dedicado a ela. O ícone que a retrata é altamente venerado pelos lituanos e é frequentemente chamado de "o maior tesouro da Lituânia".
O Papa Pio VI concedeu uma coroação canônica à venerada imagem em 8 de setembro de 1786. A cidade de Šiluva é um dos locais de peregrinação mais importantes da Lituânia, com sua tradição ancestral da Festa da Natividade da Virgem Maria, popularmente chamada de "Šilinės", também celebrada em 8 de setembro.

## Antecedentes
A devoção mariana em Šiluva remonta quase ao início do cristianismo na Lituânia. O grão-duque Jogaila foi batizado católico em 1387 quando se casou com a rainha da vizinha Polônia. Mais tarde, ele e seus sucessores trabalharam para difundir a fé cristã em seu território, que até então era pagão. Eles estabeleceram a hierarquia eclesiástica, construíram igrejas e até ensinaram pessoalmente o catecismo aos seus súditos.

## História

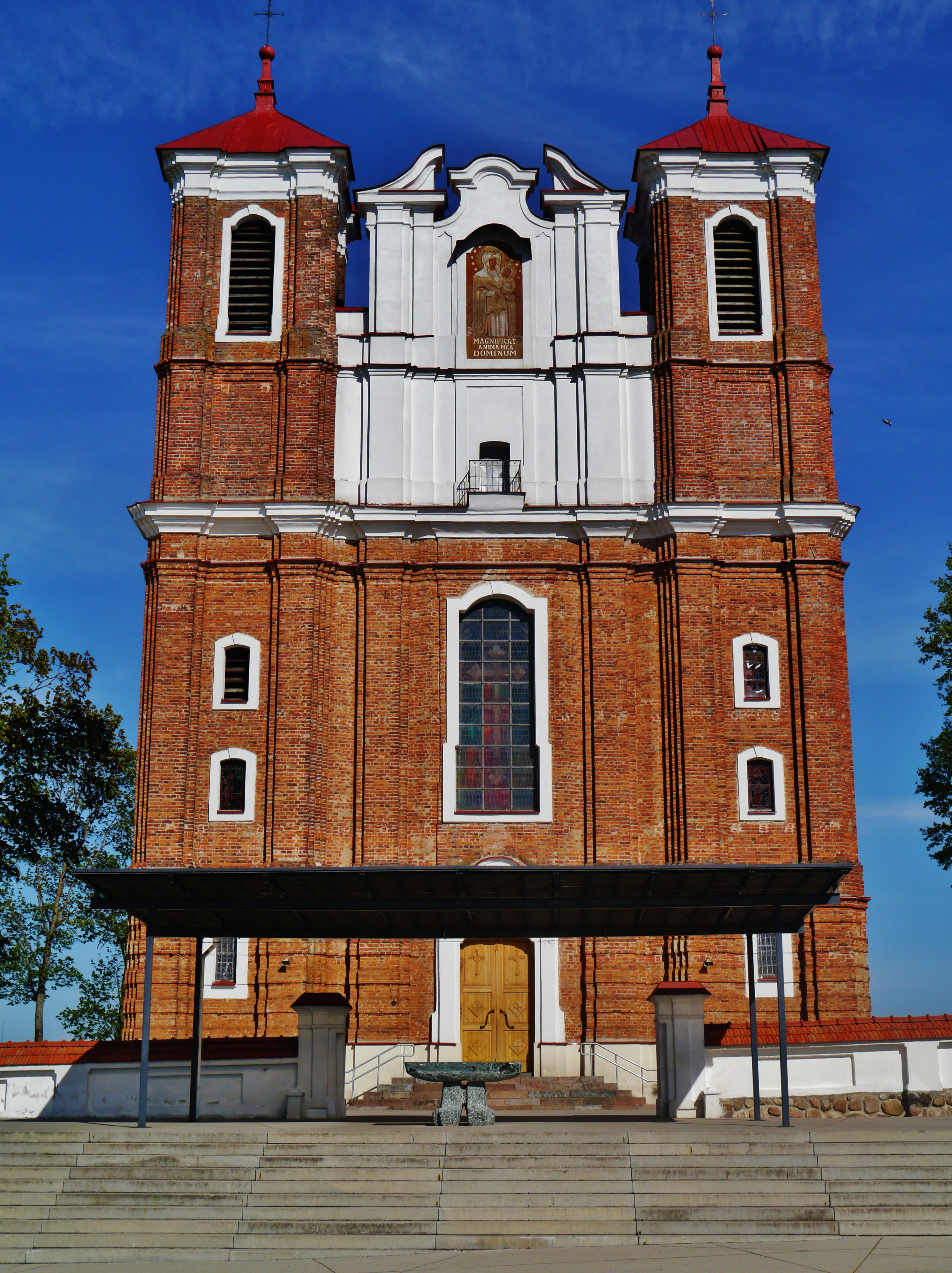
Basílica da Natividade de Maria, Šiluva

O estabelecimento de uma igreja em Šiluva foi iniciativa de um nobre chamado Petras Gedgaudas que trabalhava a serviço de Vytautas, o Grande. Gedgaudas em 1457 alocou terras e outros recursos para um templo em homenagem a Nossa Senhora. Gedgaudas construiu uma igreja dedicada à Natividade da Bem-Aventurada Virgem Maria e aos Apóstolos São Pedro e São Bartolomeu. Enormes multidões de fiéis, mesmo da vizinha Prússia protestante, se reuniam neste local para celebrar a indulgente Festa da Natividade da Bem-Aventurada Virgem Maria.
O ícone é pintado no estilo Nossa Senhora do Caminho e é semelhante à famosa Madonna Salus Populi Romani. Segundo a lenda, o ícone milagroso foi trazido de Roma para Siluva em 1457 como um presente ao nobre lituano Petras Gedgaudas. A nova igreja ganhou fama como santuário mariano.
Em 1532, a população nas proximidades de Šiluva tornou-se predominantemente calvinista. Nas décadas seguintes, muitas igrejas católicas foram confiscadas e fechadas. No entanto, enquanto a velha igreja estava aberta, as pessoas continuaram a assistir à festa anual até que finalmente a igreja foi fechada e acabou totalmente queimada. No século 16, um pastor luterano queixou-se de que membros de seu rebanho viajavam para Šiluva para assistir à indulgente festa católica da Natividade de Maria. Por volta do ano 1569, o único pároco remanescente, o Padre John Holubka, escondeu todos os objetos de valor e documentos da igreja em uma caixa de ferro que enterrou no terreno da igreja devastada.
Os católicos posteriormente tentaram procedimentos legais contra os calvinistas, buscando recuperar a propriedade da igreja confiscada. O caso foi complicado pelo fato de que os documentos de propriedade católicos se perderam.

## Aparição
Este problema foi resolvido no verão de 1608, quando algumas crianças cuidando de suas ovelhas em um campo a alguma distância de Šiluva relataram que viram uma bela mulher segurando um bebê, apareceu no mesmo lugar onde a igreja estava. Ela estava chorando amargamente. As crianças voltaram no dia seguinte acompanhadas por muitos de toda a aldeia e um ministro calvinista, e eles a viram também. Quando a notícia se espalhou, um velho cego que havia ajudado o padre a enterrar os tesouros da igreja original lembrou-se do local. Após a aparição, foram encontrados os documentos institucionais da Igreja Católica e, em 1622, foi ganho o caso relativo à restituição da propriedade católica.
Uma pequena igreja de madeira, a Igreja da Natividade da Bem-Aventurada Virgem Maria, foi construída no local da igreja original, mas revelou-se pequena demais para os muitos peregrinos que a visitaram. Uma igreja muito maior foi construída em 1641.
O Papa Pio VI confirmou a autenticidade da aparição de Nossa Senhora de Šiluva por um decreto papal promulgado em 17 de agosto de 1775.
A atual Basílica da Natividade da Bem-Aventurada Virgem Maria foi consagrada em 1786. O edifício é um dos melhores exemplos da arquitetura barroca tardia na Lituânia. O interior, desenhado pelo artista lituano Thomas Podgaiskis, foi preservado sem mudanças significativas por mais de dois séculos.
Antes da Segunda Guerra Mundial, as procissões costumavam partir de todas as cidades lituanas, fazendo peregrinação a Šiluva. O dia 13 de cada mês é conhecido como “Dia de Maria”.

## Veneração
Em 17 de agosto de 1775, o Papa Pio VI, promulgou com um decreto papal a autenticidade de Nossa Senhora de Šiluva.
A Capela da Aparição foi construída nos estilos Renascentista Egípcio e Gótico, apresentando a torre mais alta da Lituânia. Foi construído sobre a rocha onde a Mãe Santíssima estava. A própria rocha, que o peregrino faz questão de beijar, está sob o altar da capela.
Por sua devoção a Maria, o Papa Pio XI chamou a Lituânia de Terra Mariana (Terra de Maria). O Papa Pio VI aprovou devoções a Nossa Senhora de Šiluva e concedeu indulgências para elas.
O Papa João Paulo II orou no santuário na humilde aldeia lituana de Šiluva em 1993, dois anos depois que a nação báltica recuperou a independência. Bento XVI em 2006 abençoou novas coroas de ouro para uma imagem milagrosa de Maria e Jesus em Šiluva. Em 2008, ele enviou um legado papal para participar das festividades em Šiluva para marcar o quarto centenário da aparição mariana.

### Devoções americano-lituanas
Nos Estados Unidos, a capela de Nossa Senhora de Siluva está localizada dentro da Basílica do Santuário Nacional da Imaculada Conceição em Washington, D.C. A comunidade lituana emigrada e refugiada nos Estados Unidos, sob a liderança do Bispo Vincent Brizgys, organizada em 1963 para o estabelecimento desta Capela de Siluva, que foi inaugurada em 1966. Ele exibe a arte de artistas lituanos no exílio naquela época, devido à ocupação soviética e à repressão da Lituânia durante e após a Segunda Guerra Mundial. Vytautus Kasuba baseou sua estátua de Nossa Senhora de Siluva com o Menino Jesus em relatos escritos de testemunhas de 1608. Os mosaicos de Vytautas Jonynas retratam a história religiosa e cultural da Lituânia em dois grandes painéis de mosaico nas paredes laterais da capela, um mostrando a imagem tradicional do Rūpintojėlis, e o segundo representando informações sobre o príncipe e santo, Casimiro. Mosaicos e vitrais de Albinas Elskus decoram o teto dourado com quatro imagens de Nossa Senhora das igrejas da Lituânia, o frontispício do altar com cruzes tradicionais lituanas à beira da estrada e a decoração do fundo do altar com aura azul e dourada sobre a estátua de Nossa Senhora de Siluva. No dia 16 de outubro de 2016, a comunidade americano-lituana comemorou o quinquagésimo aniversário da dedicação da Capela. Uma exposição sobre a história da capela e sua representação das tradições culturais e religiosas da Lituânia foi apresentada no Memorial Hall da Basílica de 1 ° de julho a 17 de outubro.
Além da capela em Washington D.C., existem vários outros locais nos Estados Unidos dedicados a Nossa Senhora de Siluva. Isso inclui santuários em Chicago, Illinois; e em Putnam, Connecticut; e em East St. Louis, Illinois.
- Há uma estátua de Nossa Senhora de Siluva fora da pequena igreja missionária em Rincon, Novo México.[12]
- Há um santuário de Nossa Senhora de Siluva na igreja paroquial de SS Peter and Paul em Elizabeth, New Jersey. O santuário, dedicado em 29 de junho de 1958, é ricamente ornamentado com obras de arte e esculturas em madeira da Lituânia, e contém uma pintura que descreve a aparição e uma relíquia da pedra original na qual Nossa Senhora estava.[13]

Porque, inspirada pela aparição, a comunidade voltou à prática devota da sua religião, Nossa Senhora de Šiluva é invocada como a padroeira daqueles que perderam a fé e daqueles que rezam por eles.

## Legado
Os Cavaleiros da Lituânia patrocinaram o estabelecimento do "Fundo Nossa Senhora de Siluva, Inc." durante sua Convenção Nacional de 2003 em Brockton, MA, ao celebrar seu 90º aniversário. O objetivo do fundo é ajudar a divulgar o conhecimento e a devoção a Nossa Senhora por meio de sua aparição em Siluva, Lituânia, em 1608.